# Virslīga 2014
In 2014 werd het 40ste voetbalseizoen gespeeld van de Letse Virslīga. De competitie werd gespeeld van 29 maart tot 8 november. Daugava Daugavpils werd kampioen.
Aanvankelijk werd Skonto en Daugava Daugavpils een licentie geweigerd en zou de competitie met acht teams aanvangen, maar in beroep kregen ze alsnog een licentie en werd de competitie met 10 clubs gespeeld. 
FK Liepāja werd opgericht als opvolger van het ter ziele gegane SK Liepājas Metalurgs. 

## Eindstand
| Plaats | Club                           | Wed. | W  | G  | V  | Saldo  | Ptn. |
| ------ | ------------------------------ | ---- | -- | -- | -- | ------ | ---- |
| 1.     | FK Ventspils                   | 36   | 26 | 5  | 5  | 75-20  | 83   |
| 2.     | Skonto Riga                    | 36   | 25 | 1  | 10 | 77-34  | 71   |
| 3.     | FK Jelgava                     | 36   | 20 | 10 | 6  | 57-27  | 70   |
| 4.     | FK Liepāja (1)                 | 36   | 21 | 3  | 12 | 72-45  | 66   |
| 5.     | Daugava Daugavpils (2)         | 36   | 19 | 8  | 9  | 53-39  | 65   |
| 6.     | FK Spartaks Jūrmala            | 36   | 14 | 9  | 13 | 38-32  | 51   |
| 7.     | FK Daugava Riga                | 36   | 13 | 4  | 19 | 48-64  | 43   |
| 8.     | BFC Daugavpils                 | 36   | 8  | 5  | 23 | 30-65  | 29   |
| 9.     | FS Metta/Latvijas Universitāte | 36   | 3  | 7  | 26 | 26-69  | 16   |
| 10.    | FC Jūrmala (2)                 | 36   | 2  | 6  | 28 | 29-110 | 7    |

(1): FK Liepāja plaatste zich sportief voor de Europa League, maar kreeg geen UEFA licentie omdat de club nog geen drie jaar lid was van de Letse voetbalbond, Spartaks Jūrmala nam de plaats in omdat Daugava Daugavpils evenmin een licentie kreeg.  

(2): Daugava Daugavpils kreeg geen licentie voor het volgend seizoen en degradeerde.

(3): FC Jūrmala kreeg 5 strafpunten.
|  | Kampioen, geplaatst voor tweede voorronde UEFA Champions League 2015/16 |
|  | Geplaatst voor eerste voorronde UEFA Europa League 2015/16              |
|  | Club werd na dit seizoen ontbonden                                      |
|  | Deelname Promotie/Degradatie play-off                                   |
|  | Degradatie                                                              |

## Promotie/Degradatie play-off
| Team #1     | Tot.  | Team #2       | 1ste wed | 2de wed |
| ----------- | ----- | ------------- | -------- | ------- |
| FS Metta/LU | 6 - 1 | Rēzeknes BJSS | 1 - 0    | 5 - 1   |

## Kampioen
| Virslīga 2014                 |
| Letland                       |
| ----------------------------- |
| VENTSPILS Kampioen (6° titel) |

|   | Naam                  | Club                | Doelpunten |
| - | --------------------- | ------------------- | ---------- |
| 1 | Vladislavs Gutkovskis | Skonto FC           | 28         |
| 2 | Jānis Ikaunieks       | FK Liepāja          | 23         |
| 3 | Vladislavs Kozlovs    | FK Jelgava          | 15         |
| 4 | Edgars Gauračs        | FK Spartaks Jūrmala | 14         |